# Kosovski nogometni savez
Kosovski nogometni savez (alb. Federata e Futbollit e Kosovës, FFK) je krovno nogometno tijelo na Kosovu. Osnovan je 1946. Sjedište mu je u Prištini. 
Predsjednik je bio Fadil Vokrri. Danas je predsjednik Agim Ademi.

## Natjecanja
- Superliga
- Liga e Parë (Prva nogometna liga)
- Liga e Dytë (Druga nogometna liga)
- Kosovski nogometni kup